# Sede titolare di Voghenza
Voghenza (in latino: Vicohabentina) è una sede titolare vescovile della Chiesa cattolica.

## Storia
Il titolo fa riferimento all'antica città di Vicus Habentia, attestata come sede vescovile a partire dal 330, e storicamente documentata fino al vescovo Maurelio attorno al 644. A metà del VII secolo la sede episcopale fu trasferita a nord dapprima a Ferrariola (Forum Alieni), quindi dal XII secolo a Ferrara.
Dal 1966 Voghenza è annoverata tra le sedi vescovili titolari della Chiesa cattolica; dal 3 luglio 1998 l'arcivescovo, titolo personale, titolare è Rino Fisichella, pro-prefetto della sezione per le questioni fondamentali dell'evangelizzazione nel mondo del Dicastero per l'evangelizzazione.

## Cronotassi dei vescovi titolari
- Angelo Scapecchi † (11 luglio 1967 - 30 marzo 1996 deceduto)
- Rino Fisichella, dal 3 luglio 1998